# 185560 Harrykroto
185560 Harrykroto è un asteroide della fascia principale. Scoperto nel 2008, presenta un'orbita caratterizzata da un semiasse maggiore pari a 2,2896126 UA e da un'eccentricità di 0,0853579, inclinata di 2,89539° rispetto all'eclittica.